# Karel Škorpil
Karel Václav Škorpil (en bulgare Карел Вацлав Шкорпил, né le 15 mai 1859 à Hohenmaut et mort le 9 mars 1944 à Varna, est un archéologue tchéco-bulgare.

## Biographie
Il est avec son frère Hermann Škorpil le père de l'archéologie en Bulgarie ainsi que le fondateur du Musée archéologique de Varna en 1888. Il est également cofondateur de la société archéologique de Varna.